# Коэффициент демографической нагрузки

Страны мира по коэффициенту демографической нагрузки по состоянию на 2017 год

Коэффициент демографической нагрузки — обобщённая количественная характеристика возрастной структуры населения, показывающая нагрузку на общество непроизводительным населением. Определяется различными соотношениями численности укрупненных возрастных групп: детей (0—14 лет), пожилых и старых (60 лет и старше), трудоспособных (условно 15—59 лет). Различают следующие показатели демографической нагрузки: отношение числа детей или числа пожилых людей (или общего числа детей и пожилых людей) к числу людей трудоспособного возраста; соотношение числа пожилых людей и числа детей.
Расчёт: k = n1/n2
n1 — количество граждан на исследуемой территории, не относящихся к трудоспособному населению, то есть пенсионеров и детей.
n2 — количество граждан на исследуемой территории, относящихся к трудоспособному населению.

## Значение коэффициента демографической нагрузки
«Величина и тенденции изменения демографической нагрузки значительно различаются во времени, по группам стран с разными уровнями развития и по основным регионам.
Демографическая нагрузка может иметь различное значение: положительное — когда нагрузка детьми превышает нагрузку пожилыми и, наоборот, крайне отрицательное — в случае преобладания нагрузки пожилыми.
С проблемой демографического старения тесно связана еще одна негативная тенденция: рост демографической нагрузки на трудоспособное население.
Самые низкие показатели демографической нагрузки традиционно наблюдаются на территориях Севера, Сибири и Дальнего Востока — наиболее отдаленных от центра, зачастую, с экстремальными природно-климатическими условиями, где люди обычно селятся временно, на период трудовой деятельности.
В группе менее развитых регионов мира, как показывают некоторые исследования, проведенные в Латинской Америке, страны с более высокой демографической нагрузкой на население трудоспособного возраста обычно отличаются более низкими среднедушевыми доходами, чем страны с более низкой демографической нагрузкой. Эта взаимосвязь говорит о том, что в более благополучных, с социально-экономической точки зрения, странах демографический переход завершается, как правило, раньше, чем в странах с низким доходом на душу населения. Кроме того, улучшение показателя демографической нагрузки, вызванное снижением рождаемости, само по себе может оказывать усиливающее воздействие на экономический рост. По мере роста числа потенциальных работников в расчете на одного потенциального иждивенца возрастает вероятность повышения производительности труда и уровня жизни населения в целом, конечно, при условии, что для увеличивающейся рабочей силы будут созданы новые рабочие места.
Демографическая нагрузка в России в 1979 году составляла 740 человек на 1000 населения, из них дети в возрасте до 15 лет — 380 человек, а уже в 2000 году эта нагрузка состояла из 686 человек, причем детей — 349, а пожилых — 337, т.е. почти одинаково. Во многих регионах России демографическая нагрузка пожилыми превышает нагрузку детьми.
Сейчас в большинстве развитых стран возраст выхода на пенсию составляет 65 лет. В России повышение пенсионного возраста рассматривается как возможный способ снижения демографической нагрузки на трудоспособное население.»

## Общемировые тенденции
По состоянию на 2021 год в населении мира люди в возрасте до 15 лет составляют 26 %, а люди в возрасте 65 лет и старше - 10 %. Общая демографическая нагрузка на население рабочих возрастов в целом по миру составляет 56 детей (до 15 лет) и пожилых людей (65 лет и старше) на 100 человек 15-64 лет, в том числе 41 ребенок и 16 пожилых людей. Доля детей в возрасте до 15 лет заметно различается по географическим регионам. Ниже всего она в Европе, особенно в Южной Европе – 14 %, а выше всего – более 40 % - в Центральной, Восточной и Западной Африке. Относительно небольшая численность населения рабочих возрастов означает, что на него приходится более значительная демографическая нагрузка детскими и старшими возрастами. В Центральной Африке она достигает 96 на 100 человек 15-64 лет, в том числе 90 детей моложе 15 лет и 6 человек 65 лет и старше. Несколько ниже общая демографическая нагрузка на население 15-64 лет в Западной (85) и Восточной (79) Африке. В Северной и особенно Южной Африке общая демографическая нагрузка на население рабочих возрастов заметно ниже (соответственно, 64 и 54) и меньше отличается от значения показателя в других субрегионах Земли. Самое низкое значение общей демографической нагрузки на население 15-64 лет отмечается в Юго-Восточной Азии – 45 детей и пожилых на 100 человек 15-64 лет, причем нагрузка детьми в 3,5 раза больше. Несколько выше общая демографическая нагрузка в Восточной Азии (47), где нагрузка детьми лишь немного превышает нагрузку пожилыми людьми, а также в Южной Америке (49), где нагрузка детьми вдвое больше нагрузки пожилыми. Во всех европейских субрегионах, демографическая нагрузка пожилыми людьми уже заметно превышает демографическую нагрузку детьми, кроме Восточной Европы, где они примерно одинаковы, но в ближайшие годы, как и в других субрегионах Европы, общая демографическая нагрузка будет увеличиваться за счет нагрузки пожилыми возрастами. Сходные тенденции наблюдаются в Северной Америке, Австралии и Новой Зеландии.
Среди стран мира доля населения в возрасте до 15 лет варьируется от 12 % в Японии, Южной Корее, Гонконге, до 50 % в Нигере. В этом ряду стран Россия (18 %) делит 55-62 места с США, Китаем, Швецией, Великобританией, Черногорией и Гваделупой. Доля населения 65 лет и старше составляет от 1 % в ОАЭ до 29 % в Японии. В 23 странах, включая Японию, она уже составляет 20 % и более. Значение коэффициента общей демографической нагрузки варьируется от 19 детей и пожилых людей на 100 человек 15-64 лет в Катаре и ОАЭ до 113 в Нигере и 100 в Анголе и Афганистане. Еще в 7 африканских странах она превышает 90.
За последние 30 лет суммарный коэффициент рождаемости в целом по миру снизился в 1,4 раза - с 3,2 ребенка на женщину в 1990 году до 2,3 в 2020 году. Рождаемость снизилась во всех основных группах стран, особенно значительно в менее развитых странах мира (в 1,5 раза), а также в странах с более низким средним уровнем доходов (в 1,7 раза). В развитых странах и в странах с высоким уровнем доходов суммарный коэффициент рождаемости уже в 1990 году была ниже уровня воспроизводства населения (2,1 ребенка на женщину). По оценкам на 2020 год суммарный коэффициент рождаемости снизился до 1,5 против 1,7 и 1,8 в 1990 году. Рождаемость опустилась ниже уровня воспроизводства населения и в группе стран с более высоким средним уровнем доходов (1,6 против 2,6 в 2020 году). В остальных группах суммарный коэффициент рождаемости пока обеспечивает расширенное воспроизводство (превышает 2,1 ребенка на женщину), причем в наименее развитых странах и странах с низким уровнем доходов превышает уровень воспроизводства населения в два раза и более, составляя 4,0 в наименее развитых странах и 4,7 в странах с низким средним уровнем доходов. В ряде регионов мира рождаемость уже в течение многих лет не обеспечивает простое замещение поколений. К их числу в 1990 году относились все европейские регионы (особенно Южная и Западная Европа, где суммарный коэффициент рождаемости составлял 1,5) и Австралия (1,9) в тихоокеанском регионе. За 30 лет суммарный коэффициент рождаемости снизилась во всех регионах, кроме Западной Европы, где она немного увеличилась (с 1,5 до 1,6). Наибольшее снижение – на 47 % - отмечалось в Южной Азии, на 41-42 % - в Южной Африке, Западной и Восточной Африке. По оценкам на 2020 год суммарный коэффициент рождаемости опустился ниже уровня воспроизводства населения, помимо всех европейских субрегионов, в Восточной Азии (1,3), в Австралии и Новой Зеландии (1,6), в Северной (1,6) и Южной (1,9) Америке. В Центральной Америке и странах Карибского бассейна, Юго-Восточной Азии суммарная рождаемость снизилась до 2,1 ребенка на женщину. В Южной Азии и Южной Африке она вплотную приблизилась к этому уровню (2,3 и 2,4 соответственно). Очень высокой, несмотря на снижение, остается суммарная рождаемость в Центральной (5,8) и Западной (5,4) Африке. В 1990 году суммарная рождаемость была ниже 2,1 ребенка на женщину в 48 странах, в 2020 году – уже в 107 странах мира. В 2020 году в странах, где рождаемость была ниже уровня простого воспроизводства, проживало 45 % населения Земли.
В 1990 году суммарный коэффициент рождаемости  варьировался от 1,1 в Монако до 8,6 в Йемене, а в 2020 году – от 0,8 в Южной Корее и 0,9 в Гонконге и Макао до 7,0 в Нигере. Помимо Нигера, крайне высокие значения коэффициента суммарной рождаемости отмечаются в Сомали (6,9), Чаде (6,4), Мали (6,3), Демократической Республике Конго (6,2), Анголе и Центрально-Африканской Республике (6,0). В ряду стран, ранжированных по возрастанию суммарного коэффициента рождаемости в 2020 году, Россия входит в пятый десяток стран с наиболее низкими показателями (1,5 ребенка на женщину). В большинстве стран мира (188) суммарная рождаемость в 2020 году оказалась ниже, чем в 1990 году, причем во многих значительно (на 2 детей на женщину и более в 46 странах). В некоторых странах суммарный коэффициент рождаемости незначительно повысился. Помимо Словении, Германии, Монако и Грузии, где рождаемость была крайне низкой и в 1990 году, некоторое повышение суммарного коэффициента рождаемости отмечалось в Южно-Африканской (2,0 до 2,3) и Центрально-Африканской (с 5,8 до 6,0) республиках. В небольшом числе стран, преимущественно европейских, суммарная рождаемость осталась практически на том же уровне, что и в 1990 году.
Снижение рождаемости сопровождалось сокращением доли детей, родившихся у матерей 15-19 лет, и повышением доли детей, родившихся у матерей 35 лет и старше. При низкой рождаемости реализация репродуктивных планов возможна в разных возрастах. За последние десятилетия средний возраст материнства, в том числе при рождении первого ребенка, значительно повысился в большинстве развитых стран, рождаемость в младших возрастах существенно снизилась. Беременность и роды в ранних возрастах сопряжены с высокими рисками для здоровья и жизни матери и ребенка, они затрудняют получение образования и профессиональных навыков девушками, чреваты рисками безработицы и бедности. Во многих развивающихся странах за последние годы удалось добиться значительного снижения рождаемости у женщин 15-19 лет. В целом по миру доля детей, родивших у женщин 15-19 лет, снизилась с 12 % в 1990 году до 9 % в 2020 году. Особенно значительно она сократилась в развитых странах (с 9 % до 3 %), меньше всего – в наименее развитых странах (с 17 % до 16 %). Стоит отметить, что в наименее развитых странах незначительно снизилась и доля детей, родившихся у матерей в возрасте 35 лет и старше (с 16 % до 15 %). Это произошло за счет снижения числа детей высокой очередности рождения, которые происходят в старших возрастах. Значительное повышение доли детей, родивших у женщин 35 лет и старше, в развитых странах (с 9 % в 1990 году до 23 % в 2020 году) связаны с изменением возрастного профиля рождаемости, повышением возраста матери при рождении первого ребенка. В Африке доля детей, родившихся у матерей 15-19 лет, практически не изменилась за 1990-2020 годы, оставаясь на уровне 15 %. Несколько снизилась доля родившихся у матерей 35 лет и старше (с 17 % до 16 %). В остальных регионах мира наблюдалось довольно значительное снижение доли родившихся у женщин 15-19 лет и повышение доли родившихся у женщин 35 лет и старше. Особенно ярко эта тенденция выражена в Европе, где доля родившихся у матерей 15-19 лет снизилась до 3 %, а доля родивших у матерей 35 лет и старше повысилась до 24 %. В большинстве стран мира (160) доля родившихся у матерей 15-19 лет снизилась по сравнению с 1990 годом. Небольшой рост отмечался в 27 странах. Наибольшим он был в Азербайджане (на 5 %, с 5% до 10%) и Мозамбике (на 4 %, с 21% до 25%). В 1990 году она варьировалась от 1 % в Японии, Южной Корее, КНДР, Макао, до 24 % в Габоне и Бангладеш, в 2020 году – от 0 в Макао, Гонконге, Южной Корее, КНДР, и Дании до 25 % в Мозамбике. Россия в ряду стран, расположенных в порядке возрастания значения показателя 2020 года, занимает 58 место, доля родившихся у матерей 15-19 лет снизилась до 3 % против 14 % в 1990 году.